# Emmesomyia megastigmata
Emmesomyia megastigmata este o specie de muște din genul Emmesomyia, familia Anthomyiidae, descrisă de Ma, Mou și Fan în anul 1981. Conform Catalogue of Life specia Emmesomyia megastigmata nu are subspecii cunoscute.